# Kosmos 2525
Kosmos 2525 ist ein im März 2018 gestarteter russischer Militärsatellit. Die Bezeichnung „Kosmos“ mit nachfolgender Nummer entspricht einem Namensschema für russische Militärsatelliten, das bereits seit 1962 angewandt wird.

## Zweck
Nach Recherchen des belgischen Raumfahrtexperten Bart Hendrickx und des russischen Raumfahrtjournalisten Anatoly Zak handelt es sich bei Kosmos 2525 um den Satelliten Swesda (russisch Звезда für Stern) des Herstellers VNIIEM. Dieser recht kleine Satellit mit einer Masse von etwa 150 kg diene als Technologiedemonstrator für MKA-V, ein in Entwicklung befindliches Satellitenmodell für ein Netzwerk aus optischen Aufklärungssatelliten. Er sei im Rahmen eines Projekts namens EMKA (russisch экспериментальный малый космический аппарат, deutsch etwa: experimentelles kleines Raumfahrzeug) entwickelt worden.
Der Satellit solle folgende Techniken erproben:
- Bildaufnahme entlang der überflogenen Strecke auf dem Erdboden
- Aufnahme in einem Bildwinkel abseits der überflogenen Strecke
- Breitband-Bildaufnahme
- Abbildung von Objekten
- Videoaufnahme
- Stereo-Bildaufnahme

## Aufbau
Nach Angaben von Anatoly Zak verfügt Swesda über ein 1,276 × 0,405 ×  0,721 Meter großes und höchstens 30 kg schweres Chassis aus kohlenstofffaserverstärktem Kunststoff. Es sei mit Sternsensoren, Wärmedämmung,  Heizelementen aus Titan, Temperatursensoren, Batterien, und einer Schnittstelle zum Anschluss der übrigen Gerätschaften versehen. Der Satellit verfüge über eine Dreiachsenstabilisierung mit elektrisch betriebenen Schwungrädern sowie Hydrazin-Steuertriebwerke zur Lagekontrolle.

## Start
Swesda sollte ursprünglich im vierten Quartal 2015 starten. Später wurde die Mission auf das vierte Quartal 2017 verschoben, dann auf Anfang 2018, auf den 28. Februar 2018 und auf den 23.–29. März 2018. Der Startzeitpunkt wurde schließlich auf den 29. März gegen 16:45 Uhr UTC festgelegt. Mit etwas Verspätung hob die Sojus-2.1v mit dem Satelliten um 17:38 Uhr vom Kosmodrom Plessezk ab. Nach Angaben des russischen Verteidigungsministeriums verlief der Start erfolgreich. Das US-amerikanische Militär beobachtete den Satelliten anschließend in einer erdnahen polaren Umlaufbahn unterhalb von 315 km Höhe. Es handelte sich um den vierten Flug der Sojus-2.1v. Die Boosterstufe dieser Rakete wird mit nur einem NK-33-Triebwerk anstelle der fünf RD-0124 in den älteren Sojus-Versionen betrieben und ist speziell für kleine Nutzlasten vorgesehen.